# Cáceres, Mato Grosso
Cáceres är en kommun i Brasilien.   Den ligger i delstaten Mato Grosso, i den centrala delen av landet, 1 000 km väster om huvudstaden Brasília. Antalet invånare är 87 912.
Omgivningarna runt Cáceres är huvudsakligen savann. Runt Cáceres är det mycket glesbefolkat, med 3 invånare per kvadratkilometer.